# دزونلافاکسین
دزونلافاکسین(به انگلیسی: Desvenlafaxine)، که با نام تجاری Pristiq و دیگر نام‌ها فروخته می‌شود، دارویی است که برای درمان اختلال افسردگی عمده استفاده می‌شود. ممکن است نسبت به ترکیب مشابه یعنی ونلافاکسین اثربخشی کمتری داشته باشد اگرچه برخی از مطالعات اثربخشی قابل مقایسه ای یافته‌اند. این ماده یک داروی ضد افسردگی از کلاس مهارکننده‌های بازجذب سروتونین–نوراپی‌نفرین (SNRI) است و به صورت خوراکی مصرف می‌شود. 
عوارض جانبی معمول شامل سرگیجه، مشکل خواب، افزایش تعریق، یبوست، خواب آلودگی ، اضطراب و مشکلات جنسی است. عوارض جانبی جدی تر عبارتند از، سندرم سروتونین، خونریزی ، شیدایی و فشار خون بالا باشد. اگر دوز دارو به سرعت کاهش یابد، ممکن است سندرم قطع داروی ضدافسردگی ایجاد شود. مشخص نیست که آیا استفاده در دوران بارداری یا شیردهی بی خطر است.
دزوانلافاکسین در سال ۲۰۰۸ برای استفاده پزشکی در ایالات متحده تأیید شد. استفاده از این دارو در اروپا در سال ۲۰۰۹ مورد تایید قرار نگرفت. در سال ۲۰۱۷، با بیش از دو میلیون نسخه، ۲۳۵مین داروی رایج در ایالات متحده بوده‌است.